# La casa de palos
 La casa de palos  es una película de Argentina filmada en colores dirigida por Sebastián Sarquís sobre el guion  de Ignacio Vega que se estrenó el 24 de diciembre de 2020 y tuvo como actores principales a Adrián Navarro, Omar Fanucchi y Moro Anghileri. 

## Sinopsis
Cuando unos murciélagos infectados con rabia muerden a su perro, una familia se refugia en su casa en un bosque y allí enfrentan la situación encerrados y en un total aislamiento..

## Reparto
Participaron del filme los siguientes intérpretes:
- Adrián Navarro...Omar
- Omar Fanucchi...Abuelo
- Moro Anghileri...Ilora
- Facundo Navarro...Cirilo
- Uma Germán...Rufina
- Charly Arzulián...Extraño
- Miguel D'Elía...El muerto

## Comentarios
Leonardo D’Espósito escribió en Noticias:”

”Por momentos, tanto el terror como el suspenso, sobre todo lo segundo, funcionan muy bien. Pero el comentario político/social que se inyecta en todo el transcurso del drama para convertirlo en alegoría termina por esterilizar el efecto de la película. Cuando un cuento universal se vuelve referencia de lo cotidiano, deja de ser cuento y deja de ser universal. Una pena, porque no le falta ingenio para resolver lo fantástico.“ 

Diego Curubeto escribió en Ámbito Financiero:”

”Tantos lobizones hay en esta “La casa de palos” que, por momentos, la banda sonora se convierte en un verdadero coro de aullidos….La realización es despareja, con paisajes bien filmados combinados con escenas muy discursivas. En un momento todo deriva en una batahola de hombres lobos y el resultado se vuelve tal vez no muy coherente pero si entretenido, con momentos gore y delirantes licántropos casi voladores. A favor de “La casa de palos” se puede decir que es audaz y original y que tiene buenos maquillajes especiales para los licántropos.”